# Sigrid Nordlund
Sigrid Charlotta Nordlund, född Gyllander, den 1 januari 1848 i Österlövsta socken, Uppsala län , död 5 juni 1918 i Adolf Fredriks församling, Stockholm, var en svensk författare, känd under pseudonymen Snorre.

## Biografi
Fadern var kyrkoherden, senare prosten Carl Erik Gyllander i Österlövsta. 
Nordlund var en flitig författare av tillfällighetsdikter i umgängeskretsen, men började först som gift att publicera sina alster anonymt i tidskrifter som Idun och Svea. Först 1894 gav hon ut en diktsamling med titeln Bitar af Snorre, illustrerad av Edvard Forsström och Carl Printzensköld. Efter några år utkom ytterligare upplagor och till sist 1902 en fjärde 1902, med flera ytterligare dikter - de flesta skrivna långt tidigare.
År 1870 gifte hon sig med lektorn i matematik och fysik i Gävle Carl Peter Nordlund. Denne var musikalisk och 1853 en av grundarna av Orphei Drängar.